# Halloween Is Grinch Night
Halloween es la noche del Grinch (titulado en inglés ''Halloween Is Grinch Night'', ''It's Grinch Night'' por el lanzamiento en videocasete de 1992 y ''Grinch Night'' por el lanzamiento en videocasete para cantar) es un especial de televisión animado para niños de 1977 y es una precuela del especial de televisión de 1966 ¡Cómo el Grinch robó la Navidad! Se estrenó en ABC el 28 de octubre de 1977. El actor de voz original de El Grinch, Boris Karloff, ya fallecido, fue reemplazado por Hans Conried, aunque Thurl Ravenscroft, que cantó en el especial original, volvió a prestar su voz. Las canciones y la banda sonora fueron escritas por el compositor de Sesame Street Joe Raposo.
El especial ganó el Premio Primetime Emmy al mejor programa infantil en 1978.

## Trama
En Halloween en Villa Quién, se desata una gran tormenta y una serie de acontecimientos hace que los Gree-Grumps y los Hakken-Krakks despierten al Grinch para que descienda a Villa Quién en su carro de parafernalia y cause estragos en la ciudad en la "Noche del Grinch". Todo Villa Quién teme el olor del viento como un presagio, y todos se retiran a sus casas mientras todo el pueblo entra en confinamiento. 
Euchariah, un joven que con astigmatismo, sale a la "eufemismo" y se va volando. Se encuentra con el Grinch mientras se está sacando espinas de su pelaje, resultado de un intento fallido de cazar al último Wuzzy Woozoo. Después de asustar brevemente a Euchariah, el Grinch decide que el niño es demasiado pequeño para perder el tiempo con él y reanuda su viaje a Villa Quién.
Euchariah decide que debe entretener al Grinch para salvar Villa Quién. Al alcanzar la carreta del Grinch, el irritado Grinch decide darle a Euchariah el "recorrido de los fantasmas", y Euchariah se ve arrastrado a una pesadilla surrealista con fantasmas y monstruos en todas direcciones. Euchariah soporta a los fantasmas el tiempo suficiente para que la tormenta amaine, lo que obliga al Grinch a abandonar la caminata y regresar a casa. Su perro Max, visiblemente deprimido y nostálgico durante todo el especial, se niega a regresar con el Grinch y sigue a Euchariah a casa, donde es recibido como un héroe; el Grinch lamenta que "se perderá ese baile nocturno del Grinch", pero encuentra consuelo en "ese viento volverá, algún día; ¡volveré, algún día!" y luego termina esta promesa con una risa siniestra.

## Reparto de voces
- Hans Conried: El Grinch/Narrador
- Gary Shapiro: Euchariah
- Henry Gibson: Max (cantante)
- Hal Smith: Josiah
- Jack DeLeon: Sargento Samuel McPherson
- Irene Tedrow: Mariah
- Thurl Ravenscroft: Cantante, Monsters (sin acreditar)

## Canciones
1. "I Wouldn't Go Out on a Night Like This"  | "No saldría en una noche como esta" – Josiah
2. "The Grinch Night Ball" | "El baile nocturno del Grinch" – El Grinch
3. "How Many Times" | "Cuántas veces" – La voz interior de Max, El Grinch
4. "As the Grinch Creaks Ever Closer..." | "Mientras el Grinch cruje cada vez más cerca..." – Coro
5. "I Wouldn't Go Out on a Night Like This" | "No saldría en una noche como esta" (repetición) – Coro
6. "He Is Wandering in the Wind" | "Él está vagando en el viento" – Coro
7. "The Eyebrow Song" | "La canción de las cejas" – El Grinch
8. "The Spooks Tour" | "La gira de los Fantasmas"
  1. "El Grinch te va a atrapar" | "Grinch Is Gonna Get You"– Coro de los Monstruos
  2. "Miembros de la raza no humana" | "Members of the Un-human race" – Coro de los Monstruos
  3. "Final de la gira de los Spooks" | "The Spooks Tour Finale" – Coro de los Monstruos
9. "Gone Is the Grinch" | "Se acabó el Grinch" – Coro de los Monstruos

## Medios domésticos
El especial fue lanzado por primera vez en VHS por CBS/Fox Video a través de su sello PlayHouse Video en 1985. En 1992, fue lanzado nuevamente por Random House Home Video en VHS bajo el título It's Grinch Night. También fue lanzado en VHS por CBS Video a través de Fox Kids Video en 1996 bajo el título Grinch Night, junto con una versión para cantar. En 2003, el especial fue lanzado como un especial extra en el lanzamiento en VHS y DVD de Dr. Seuss on the Loose de Universal Studios Home Entertainment bajo su título original (aunque el empaque y el menú todavía se referían a él como Grinch Night). El 18 de octubre de 2011, el especial fue lanzado en DVD por Warner Home Video bajo Dr. Seuss's Holidays on the Loose!, junto con ¡Cómo el Grinch robó la Navidad! y Grinch Grinches el gato en el sombrero. El 23 de octubre de 2018, fue lanzado en Blu-ray por Warner Bros. Home Entertainment como un extra en Dr. Seuss' How the Grinch Stole Christmas: The Ultimate Edition, junto con El Grinch robó la Navidad: La edición definitiva. Ambos extras fueron remasterizados en alta definición para este lanzamiento.